# Chipping Norton
Chipping Norton es una localidad británica perteneciente al Condado de Oxfordshire, 29 km al noroeste de Oxford y aproximadamente 19 km al suroeste de Banbury, en las Colinas de Cotswold. Tenía una población de 5972 habitantes en 2001 con estimaciones de 6,254 en 2019.
Una de sus más ilustres residentes es la princesa Margarita de Suecia.